# Rinotraqueíte viral felina

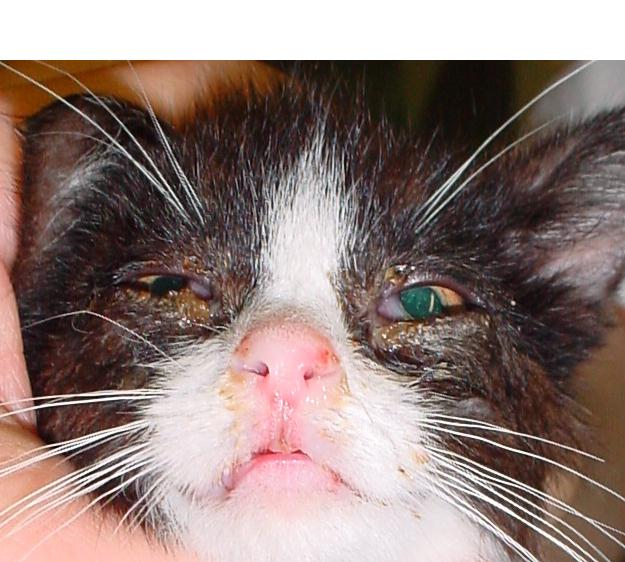
Gato infectado.

Rinotraqueite viral felina é uma doença do trato respiratório superior de felinos, causada pelo herpesvirus felino 1 (HVF-1), da família Herpesviridae. Acomete tanto a espécie doméstica quanto as selvagens. O vírus é transmitido por contato direto e o período de incubação geralmente é curto.

## Rinotraqueíte
A Rinotraqueite felina é uma doença viral extremamente frequente, que acomete os gatos domésticos e felídeos selvagens. Esta doença é causada pelo herpesvírus felino e a maioria dos gatos que se recuperam da infecção tornam-se portadores assintomáticos, ou seja, eles albergam o vírus no organismo de forma latente e podem eliminá-lo do vírus no ambiente, associado ou não a sinais clínicos. 
Eventualmente, situações de estresse — como cirurgia, doenças concomitantes, hospedagem e internação em clínicas — são suficientes para que haja replicação do vírus, rescidiva dos sintomas clínicos e sua disseminação.

## Sintomas
Febre, espirros seguidos (paroxísticos), conjuntivite, rinite e salivação - o animal fica babando (é, por esse sintoma, às vezes confundida com a raiva) devido à presença de lesões ulcerativas (aftas) na boca, língua e lábios que causam muita dor e impedem o gato de comer. Há também descarga catarral pelo nariz. A doença pode ser fatal para filhotes e animais debilitados. O tratamento deve ser instituído logo aos primeiros sintomas, principalmente para aliviar a dor causada pelas aftas para que o gato não pare de se alimentar. 
A transmissão ocorre através do contato direto, principalmente das narinas. As macro-gotículas eliminadas no espirro são importantes fontes de transmissão e podem ocorrer num raio de 1,5 m ao redor do animal enfermo.
Gatas prenhas portadoras são eliminadoras do vírus provavelmente cinco a sete dias após o parto, devido ao estresse deste período.
Por ser uma doença bastante freqüente em filhotes, é a causa de alto índice de mortalidade.